# Sipho Thwala
Sipho Mandla Agmatir Thwala (* 1968 in KwaMashu, KwaZulu-Natal) ist ein südafrikanischer Serienmörder, der als „Phoenix Strangler“ bekannt wurde. Zwischen 1996 und 1997 vergewaltigte und ermordete er mindestens 16 Frauen und wurde zu 506 Jahren Haft verurteilt. Es wird jedoch angenommen, dass er für mindestens drei weitere Morde verantwortlich ist. 

## Verbrechen
Zwischen Februar und Juni 1997 wurden in den Zuckerrohrplantagen von Mount Edgecombe, in der Nähe der Ortschaft Phoenix, sieben gefesselte, vergewaltigte und verbrannte Frauenleichen entdeckt, von denen lediglich ein Opfer identifiziert werden konnte. Es handelte sich um Hlengiwe Mfeka, die mit einem Mann mitfuhr, der ihr einen Job angeboten hatte. Aufgrund der Täterbeschreibung ihrer Schwester konzentrieren sich die Ermittler auf 30- bis 40-jährige Schwarze, die in den afrikanischen Siedlungen rund um die Plantagen wohnten. Bis Juli fand die Polizei zwölf weitere Leichen, jedoch auch eine Zigarettenkippe und zwei benutzte Kondome, die schließlich die DNA des Täters lieferten.
Ein Abgleich dieser mit alten Polizeiakten führte die Ermittler zu dem wegen Vergewaltigung vorbestraften Sipho Thwala, der sich kurz darauf in seinem Haus widerstandslos verhaften ließ. Bei der anschließenden Hausdurchsuchung wurden Schmuck, Kleidung und Blutspuren der Opfer sichergestellt. Während des Verhöres gestand er, unter dem Vorwand Arbeitskräfte für ein Hotel in Durban zu suchen, immer wieder ortsansässige Frauen in sein Auto gelockt zu haben, die er dann in den Zuckerrohrplantagen von Mount Edgecombe fesselte, vergewaltigte und bestialisch ermordete. Um die Tatsache wissend, dass die Zuckerrohrfelder nach der Ernte von den Besitzern abgebrannt werden, schien ihm dies der perfekte Tatort, um Spuren zu verwischen. Der vom Gericht bestellte Psychiater stufte ihn als intelligent und extrem gefährlich ein.
16 Morde und 10 Vergewaltigungen konnten ihm zweifelsfrei nachgewiesen werden. Bei drei weiteren Morden konnte seine Täterschaft nicht hundertprozentig geklärt werden. Am 31. März 1999 wurde Sipho Thwala vom Gericht in Durban zu 506 Jahren Freiheitsstrafe verurteilt.